# Хосе Марія Фіґуерес
Хосе Марія Фіґуерес Ольсен (ісп. José María Figueres Olsen; нар. 24 грудня 1954) — костариканський політик, тридцять дев'ятий президент Коста-Рики.

## Біографія
Був сином президента Хосе Фіґуереса Феррер та його дружини Карен Ольсен Бек, американської соціальної працівниці, дочки данських іммігрантів, яка пізніше прийняла громадянство Коста-Рики. Після відставки чоловіка з посади голови держави 1982 року була призначена послом в Ізраїлі, а 1990 року стала членкинею Конгресу.
Початкову освіту здобував у державній школі, продовжив навчання у Коледжі Гумбольдта, а потім у середній школі Лінкольна в Сан-Хосе.
Вищу освіту здобув, закінчивши 1979 року Військову академію Вест Пойнт за спеціальністю «Інженерна справа». 1975 року також закінчив курс підготовки рейнджера армії США та був нагороджений почесним ступенем. Пізніше продовжив наукові дослідження у Школі Джона Ф. Кеннеді в Гарвардському університеті, закінчивши її 1991 року зі ступенем магістра державного управління. Під час навчання у Гарварді також відвідував курси в Гарвардській школі бізнесу та Гарвардській юридичній школі.
Вперше був одружений з Жозеттою Альтман Борбон, від того шлюбу народились двоє дітей. Нині одружений вдруге із Синтією Беррокаль Кірос.

### Політична кар'єра
1986 року лавреат Нобелівської премії миру та президент Оскар Аріас уповноважив Фіґуереса провести капітальну реорганізацію Національної залізничної системи. Згодом він став міністром в уряді Аріаса, спочатку очоливши відомство зовнішньої торгівлі, а потім — сільського господарства.
У лютому 1994 року Партія національного визволення висунула його кандидатуру на посаду голови держави. Фіґуерас виграв вибори й у своєму 39-річному віці став наймолодшим президентом Коста-Рики у XX столітті.

#### Президентство
За свого врядування сприяв стійкому розвитку системи урядових установ. Його програма базувалась на трьох принципах: перетворення економіки Коста-Рики на одну найбільш продуктивних, приділяючи особливу увагу новітнім технологіям; згуртування костариканского суспільства, що відкривало можливості для загального благополуччя; розвиток суспільства в гармонії з природою. Адміністрації Фіґуереса приписують роботу з просування та подальшої інтеграції Коста-Рики до глобальної економіки.
Фіґуерес реформував і реорганізував багато державних установ, в тому числі закрив деякі з них, зокрема Англо-Костариканский банк, пов'язаний зі звинуваченнями в корупції, та Національну залізничну систему, яка після реорганізації знову була визнана недієвою. Останнє рішення було скасовано наступними адміністраціями, що інвестували в модернізацію залізниць.
Його адміністрація також почала реалізацію низки ініціатив з покращення національної освіти, включаючи конституційну реформу, схвалену Конгресом, для виділення 6 % ВВП на державну освіту. Англійська мова стала другою в державних школах з першого рівня, в середніх школах було відкрито комп'ютерні лабораторії.
Окрім того, було започатковано EBAIS (Primary Groups of Basic Health Care) — ефективну систему профілактичної медицини в сільських громадах.
Серед найбільш критикованих ініціатив Фіґуереса є такі:
- відмова від соціал-демократичних цінностей своєї партії на користь більш економічно ліберальної політики;
- закриття найстарішого державного Англо-Костариканського банку;
- припинення роботи Національної залізничної системи та реформування багатьох інших урядових установ, що створювали робочі місця;
- реформування спеціального пенсійного фонду для вчителів, що погіршило їхнє соціальне забезпечення;
- узгодженість зовнішньої політики з Центральною Америкою як невід'ємний елемент більшої відкритості для світової економіки.

### Скандали

#### Справа «Chemise»
1991 року, коли Фіґуерес вважався можливим претендентом на посаду президента, брати Давид і Хосе Ромеро опублікували книгу, в якій звинуватили Фіґуереса в участі в розправі над торговцем наркотиками на ім'я Хосе Хоакін Ороско, відомим як «Chemise». Ті події були датовані 7 березня 1973 року. Фіґуерес звинуватив братів Ромеро у наклепі, втім 1993 року суд їх виправдав, визнавши основним джерелом інформації колишнього співробітника служби боротьби з наркотиками Вальтера Кампоса. 1998 року інший суд засудив братів Ромеро до семи років ув'язнення за неправдиві звинувачення, але рішення було оскаржено та скасовано з процедурних причин. 2000, за два роки після відставки Фіґуереса, судовий процес завершився примиренням між братами Ромеро й адвокатами колишнього президента.

#### Релігія
В середині президентської кампанії Фіґуереса анонімні твердження, що той не був католиком, набули широкого поширення та були підхоплені ЗМІ. Конституція Коста-Рики встановлює католицьку віру як офіційну державну релігію. Щоб відкинути ті чутки, монсеньйор Роман Аррієта, архієпископ Сан-Хосе і президент єпископальної конференції, офіційно заявив, що Хосе Марія Фіґуерес був хрещений за римо-католицьким обрядом.

#### Alcatel
2004 року генеральний прокурор Коста-Рики розпочав офіційне розслідування стосовно двох інших колишніх президентів у зв'язку з імовірними фінансовими порушеннями. Обидвох заарештували. Невдовзі після того ЗМІ заявили, що Фіґуерес також отримував платежі від корпорації Alcatel. Повідомлялось, що Фіґуерес отримав майже 900 тис. доларів США впродовж трьох років консалтингової роботи на Alcatel, що почалась за два роки після його президентства. Фіґуерес розкрив усі свої фінансові справи та звернувся з клопотанням до Служби внутрішніх доходів Коста-Рики розглянути його податкові декларації. Після того перегляду Фіґуерес вніс поправки до своїх податкових документів, включивши прибуток, отриманий за межами Коста-Рики, що не оподатковується в країні, та сплатив 67,2 млн костариканських колонів податку.
Комісія Конгресу взяла на себе зобов'язання розслідувати ті звинувачення. Комісія з контролю за державними доходами та видатками запросила Фіґуереса дати свідчення. 6 вересня 2005 року суддя Марія Моралес із першого окружного суду Коста-Рики виніс рішення на користь Фіґуереса та проти процедур Комісії Конгресу.
Фіґуереса ніколи не викликала та не звинувачувала Генеральна прокуратура. 19 вересня 2007 року Генеральний прокурор офіційно оголосив, що немає підстав для жодних звинувачень проти Фіґуереса.

#### Райські папери
У листопаді 2017 року розслідування, проведене Міжнародним консорціумом розслідувальної журналістики, вказало ім'я Фіґуереса у списку політиків із Райського досьє, які мали таємні рахунки.